# Malinová (okres Rakovník)
Obec Malinová (německy Beerenheid) se nachází v okrese Rakovník, kraj Středočeský, zhruba 8 km jihozápadně od Rakovníka. Žije zde 102 obyvatel.

## Historie
První písemná zmínka o obci pochází z roku 1585.

### Územněsprávní začlenění
Dějiny územněsprávního začleňování zahrnují období od roku 1850 do současnosti. V chronologickém přehledu je uvedena územně administrativní příslušnost obce v roce, kdy ke změně došlo:
- 1850 země česká, kraj Praha, politický i soudní okres Rakovník[4]
- 1855 země česká, kraj Praha, soudní okres Rakovník
- 1868 země česká, politický i soudní okres Rakovník
- 1939 země česká, Oberlandrat Kladno, politický i soudní okres Rakovník[5]
- 1942 země česká, Oberlandrat Praha, politický i soudní okres Rakovník[6]
- 1945 země česká, správní i soudní okres Rakovník[7]
- 1949 Pražský kraj, okres Rakovník[8]
- 1960 Středočeský kraj, okres Rakovník
- 2003 Středočeský kraj, obec s rozšířenou působností Rakovník

## Doprava
Dopravní síť
- Pozemní komunikace – Do obce vede silnice III. třídy.
- Železnice – Železniční trať ani stanice na území obce nejsou.

Veřejná doprava 2011
- Autobusová doprava – Do obce zajížděla autobusová linka Rakovník-Lubná-Krakovec-Slabce (v pracovních dnech 6 spojů) (dopravce ANEXIA s. r. o.). O víkendech byla obce bez dopravní obsluhy.